# Heaven and Hell (Black Sabbath-album)
A Heaven and Hell a brit Black Sabbath zenekar 1980. április 1-jén megjelent kilencedik nagylemeze. Ez volt az első albuma a legendás zenekarnak, amelyen nem Ozzy Osbourne énekel, hanem Ronnie James Dio, aki 1979-ben lépett ki a korábbi Deep Purple gitáros, Ritchie Blackmore együtteséből, a Rainbow-ból. Továbbá ez az első Sabbath korong, amelynek Martin Birch volt a producere.
Az album ugyanazt a heavy metal irányt vitte tovább, mint a korábbi a Sabbath lemezek. Az albumon található felvételek közül sok dalt ma is játszanak a Sabbath koncertjein, például a „Heaven and Hell”-t, vagy a „Neon Knights”-ot. A „Children of The Sea” című szám érdekessége, hogy ez volt az első dal, amelyet a zenekar Ronnie James Dio társaságában írt.
Az album a listákon is jó helyezéseket ért el. Az UK-ban 9., az USA-ban pedig a 28. helyezésig jutott.
A Sabbath tagjai 2007-ben kiadtak egy lemezt, ám nem Black Sabbath, hanem Heaven and Hell néven. Ezt egy turné követte azzal a felállással, amely elkészítette a Sabbath 1981-ben megjelent lemezét, ezen album utódját, a Mob Rules című CD-t. Továbbá a Mob Rules felállása, mint Heaven and Hell, 2009 áprilisában stúdióalbumot készített The Devil You Know címmel.
A lemezt 2017-ben a Rolling Stone magazin a Minden idők 100 legjobb metalalbuma listáján a 37. helyre rangsorolta.

## Tartalma
Az összes dalt a Black Sabbath komponálta. A dalok szövegét Ronnie James Dio írta.
1. "Neon Knights" – 3:49
2. "Children of The Sea" – 5:30
3. "Lady Evil" – 4:22
4. "Heaven and Hell" – 6:56
5. "Wishing Well" – 4:02
6. "Die Young" – 4:41
7. "Walk Away" – 4:21
8. "Lonely Is The Word" – 5:49

## Közreműködők
- Ronnie James Dio – énekes
- Tony Iommi – gitár
- Geezer Butler – basszusgitár
- Bill Ward – dob
- Geoff Nicholls – billentyűs hangszerek